# Paramoera mokyevskii
Paramoera mokyevskii is een vlokreeftensoort uit de familie van de Pontogeneiidae. De wetenschappelijke naam van de soort is voor het eerst geldig gepubliceerd in 1952 door Gurjanova.